# Margarete Schlegel

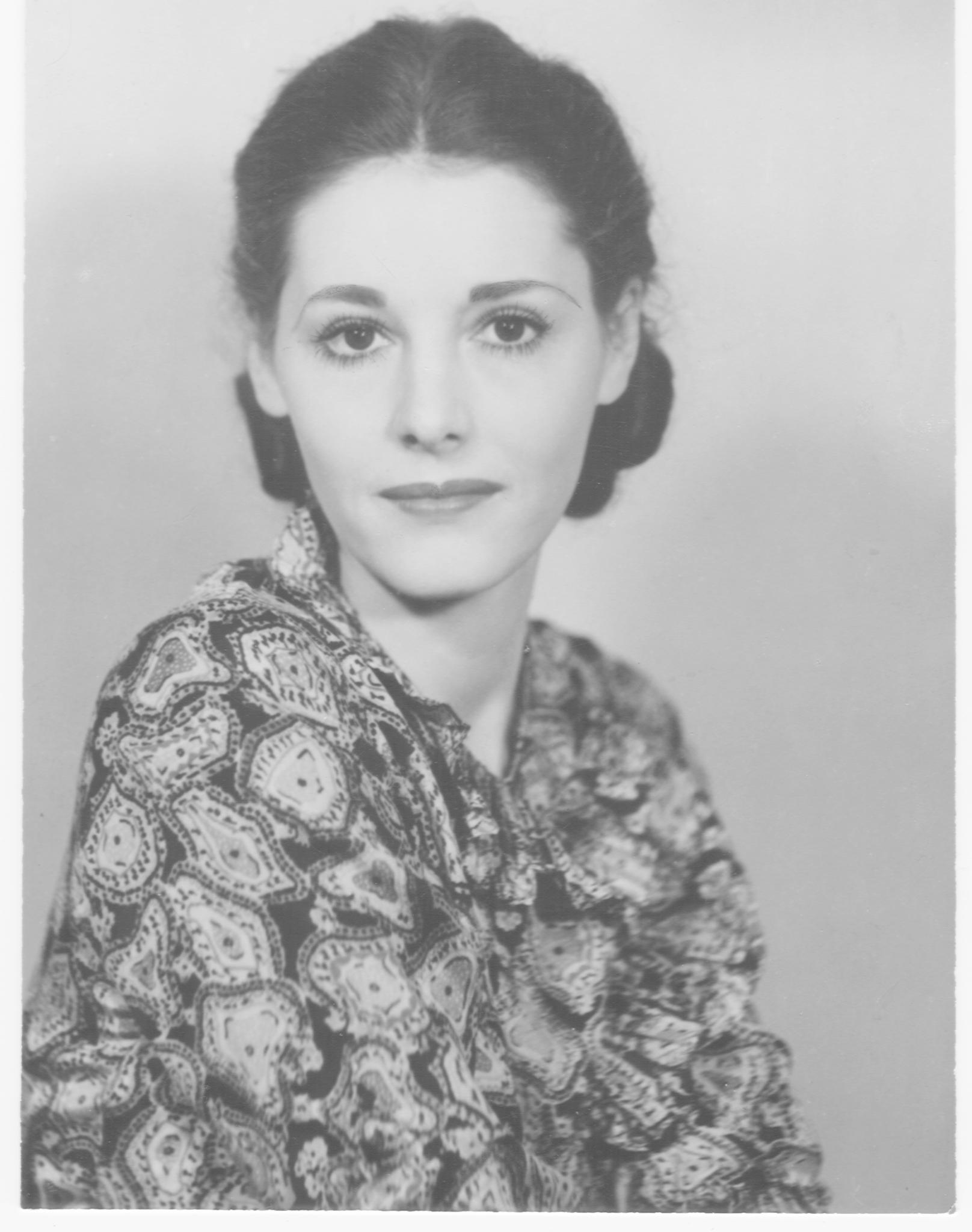
Margarete Schlegel.

Margarete Schlegel, född 31 december 1899 i Bromberg, Västpreussen, Kejsardömet Tyskland, död 15 juli 1987 i Lewes, Sussex, Storbritannien, var en tysk skådespelare. Hon medverkade i många tyska stumfilmer på 1920-talet, men blev tvungen att lämna Tyskland 1933 efter Weimarrepublikens fall och lyckades aldrig återkomma till filmen.

## Filmografi, urval
- 1921 – Sista dansen
- 1922 – Hanneles Himmelfahrt
- 1930 – Hjärtan som mötas
- 1931 – Berlin-Alexanderplatz
- 1932 – En glimt av himlen